# كينتا ميورا
كينتا ميورا (باليابانية: 三浦 弦太) (1 مارس 1995 في تويوهاشي في اليابان – )؛ هو لاعب كرة قدم ياباني سابق كان يلعب كمدافع.

## وصلات خارجية
- كينتا ميورا على موقع رابطة كرة القدم اليابانية للمحترفين (اليابانية)
- كينتا ميورا على موقع إي إس بي إن إف سي (الإنجليزية)
- كينتا ميورا على موقع قاعدة بيانات كرة القدم.إي يو (الإنجليزية)
- كينتا ميورا على موقع ناشيونال فوتبول تيمز (الإنجليزية)
- كينتا ميورا على موقع Soccerbase.com (لاعب) (الإنجليزية)
- كينتا ميورا على موقع Soccerway.com (الإنجليزية)
- كينتا ميورا على موقع عالم كرة القدم.نت (الإنجليزية)
- كينتا ميورا على موقع كووورة